# Ivan Shtyl
Ivan Aleksandrovich Shtyl (em russo:  Иван Александрович Штыль; Komsomolsk-on-Amur, 8 de junho de 1986) é um canoísta russo especialista em provas de velocidade.

## Carreira
Foi vencedor da medalha de bronze no C-1 200 m em Londres 2012.